# Абдаллах ібн Саад
Абдаллах ібн Саад (д/н — бл. 657) — державний та військовий діяч Арабського халіфату.

## Життєпис
Про дату народження нічого невідомо. Спочатку був супротивником мусульманського пророка Мухаммеда. Перейшов до ісламу лише після падіння Мекки в 630 році. Брав участь у завоюванні Сирії в 630-х роках. У 642 році очолював похід проти християнської держави Нумідії, проте Абдаллах не здобув успіху. Його кар'єрі сприяло обрання молочного брата Османа наступним халіфом у 644 році. 646 року Абдаллаха було призначено валі (намісником) Єгипту. Саме він заснував адміністрацію нової провінції та впорядкував податкову систему, завдяки чому перетворив Єгипет на одну з найбагатших провінцій халіфату.
У 647 році на чолі 20-тисячного війська рушив проти візантійських володінь в Триполітанії, де спочатку захопив Триполі. Того ж року в битві при Суфетулі переміг екзарха Григорія, який загинув. Абдаллах пограбував Бізацену, а потім взяв викуп у 300 кінтарів, відступивши до Триполі. Невдовзі домовився з новим екзархом Африки про щорічну данину у 2 тонни золота.
Повернувшись до Єгипту, Абд-Аллах ібн Саад створив потужний флот, з яким разом з Муавією, валі Сирії у 648—649 роках здійснив похід на Кіпр, змусивши мешканців платити щорічну данину у розмірі 7200 динарів. У 651 році здійснив похід проти держави Нобатія, яку сплюндрував. 652 року захопив Донголу, столицю царства Мукурра. Але зрештою вимушений був відступити, уклавши мирний договір, за яким кордон визначено біля міста Асуан.
У 655 році на чолі потужного флоту напав на узбережжя Малої Азії. У битві біля Фінікса Лікійського завдав нищівної поразки візантійському флоту на чолі з імператором Константом II. У 656 році рушив на допомогу халіфу Осману, проти якого вчинено заколот, але ще до прибуття Абдаллаха до Медіни того було вбито. Після цього вирішив повернутися до Єгипту, але там владу захопив Мухаммед ібн Абі Худхайфа. Тому Абдаллах рушив до Сирії під захист валі Муавії. Помер в Аскалоні або Рамлі близько 657 року.